# Никоненко Петро Макарович
Петро Макарович Никоненко (нар.26 листопада 1936, с. Росава Миронівського району Київської області, помер 6 листопада 2021, м.Ніжин Чернігівської області) — кандидат філологічних наук, доцент, заслужений працівник народної освіти України.

## Біографія
Петро Никоненко народився 26 листопада 1936 року в с. Росава на Київщині, помер 6 листопада 2021 року в Ніжині.
Освіту здобув на філологічному факультеті Чернівецького державного університету, який закінчив 1960 року.
Протягом 1961 року працював учителем української мови та літератури, а протягом 1961–1977 — старшим викладачем, завідувачем підготовчого відділення, завідувачем навчального відділу Чернівецького державного університету.
У 1968 році закінчив аспірантуру у Чернівецькому національному університеті.
1975 року успішно захистив кандидатську дисертацію.
У 1977–1979 обіймав посаду проректора із заочної освіти, а у 1979–1998 — проректора з навчальної роботи Ніжинського державного педагогічного інституту ім. М. В. Гоголя.
У 1998 році став першим проректором з науково-педагогічної роботи Ніжинського державного педагогічного університету імені Миколи Гоголя.

## Науковий доробок
Петро Никоненко є автором понад 30 наукових праць з історії української літератури та фольклористики.
Монографії:
- Сидір Воробкевич. Життя і творчість (2004)
- Буковинський жайвір: сторінки життєпису Сидора Воробкевича (2011)

Є співавторстором-упорядником тому вибраних творів українського письменника і композитора С. І. Воробкевича (1986).

## Громадська діяльність
Є членом громадської ради при департаменті вищої освіти МОН України та експертної ради з педагогічної освіти Державної акредитаційної комісії України.

## Відзнаки
- «Заслужений працівник народної освіти України» (1995)
- Почесна грамота Кабінету Міністрів України (2006)